# ニキフォロス・リトラス
ニキフォロス・リトラス（Nikiforos Lytras 、ギリシア語: Νικηφόρος Λύτρας、1832年 - 1904年6月13日）は19世紀のギリシャの画家である。アテネやドイツのミュンヘン美術院で学んだ後、アテネの美術学校(ギリシア語: Ανωτάτη Σχολή Καλών Τεχνώνς)の教授を務めた。

## 略歴
ティノス島のPanormosで、人気のある石彫家の息子に生まれた。18歳になった1850年から美術を学ぶためにアテネに移り、アテネの美術学校でドイツ人画家のルートヴィヒ・ティールシュやイタリア生まれのラファエロ・チェッコリに学んだ。1856年に卒業した後、教師の仕事をした。
1860年にギリシャ政府から奨学金を得て、ミュンヘンに留学し、ミュンヘン美術院に入学しカール・フォン・ピロティに学んだ。1862年のギリシャのクーデターで国王オソン1世が亡命した後、奨学金は得られなくなったが、ウィーンのギリシャ大使の支援で留学を続けた。1865年の夏に同じティノス島出身のニコラオス・ギジス(1842–1901)がミュンヘンに留学してきたので、ギジスとミュンヘンにある名画を研究した。その年帰国して、アテネの美術学校の教授となった。
1873年から4年間、ギリシャに帰国したギジスと小アジアを旅し、この頃は「オリエンタリズム」の絵画も描いた。1879年に商人の娘と結婚した。アテネの美術学校の教授職を亡くなるまで続け、アテネで死去した。
ギリシャの神話を題材にした歴史画や風俗画、人物画を描いた。
息子のニコラオス・リトラス(Nikolaos Lytras:1883-1927)も画家になった。

## 作品

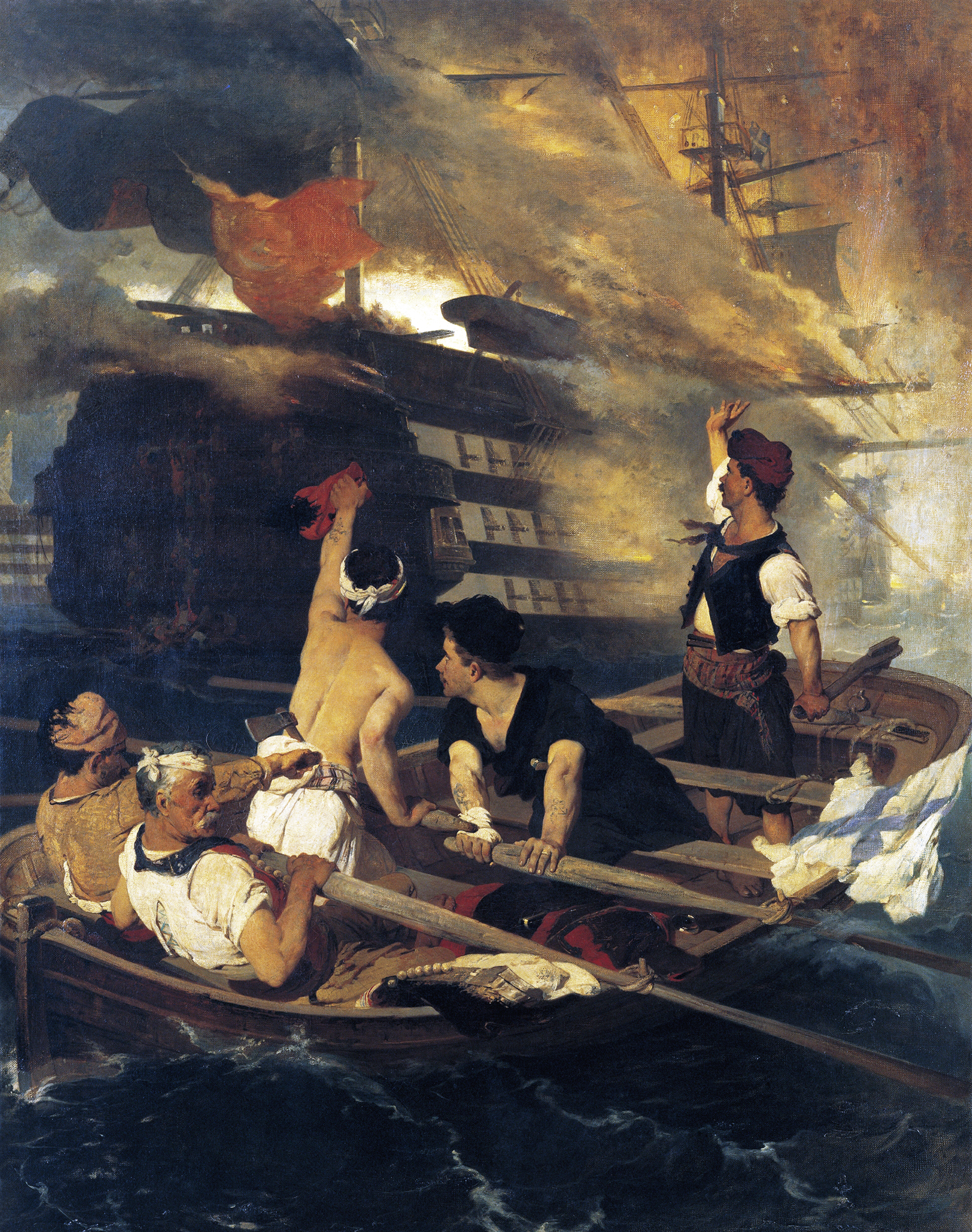
トルコ軍艦を炎上させるコンスタンティノス・カナリス
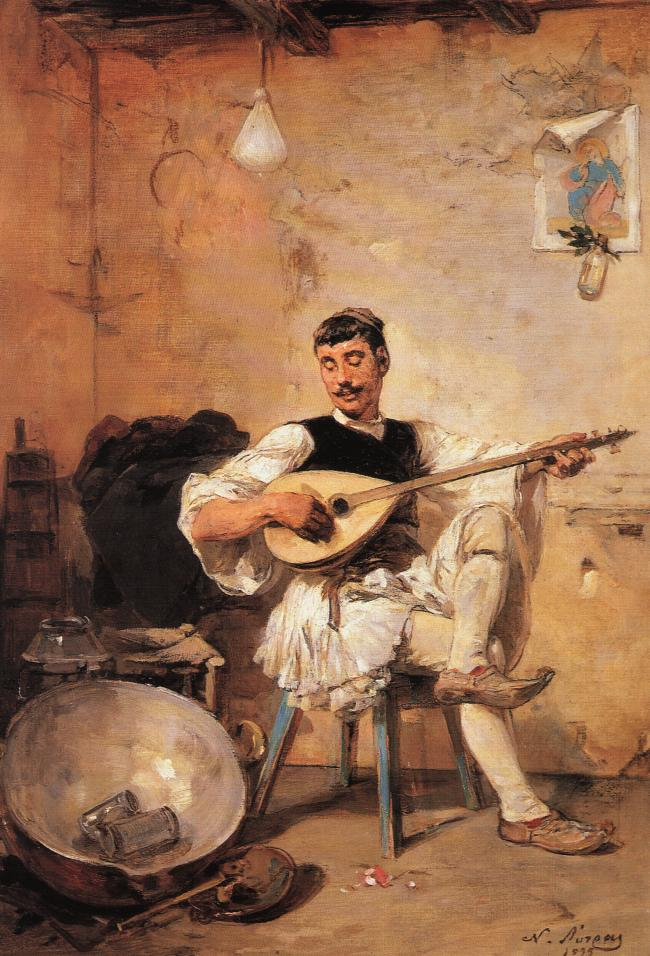
牛乳売り(1895)
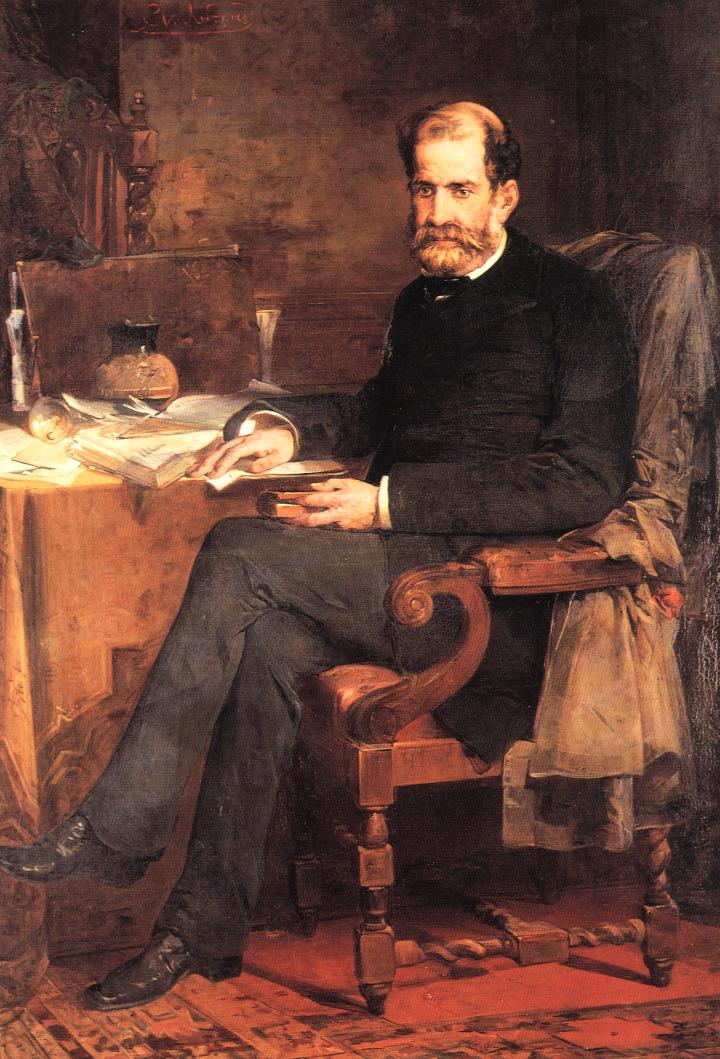
Lysandros Kaftanzoglou-建築家
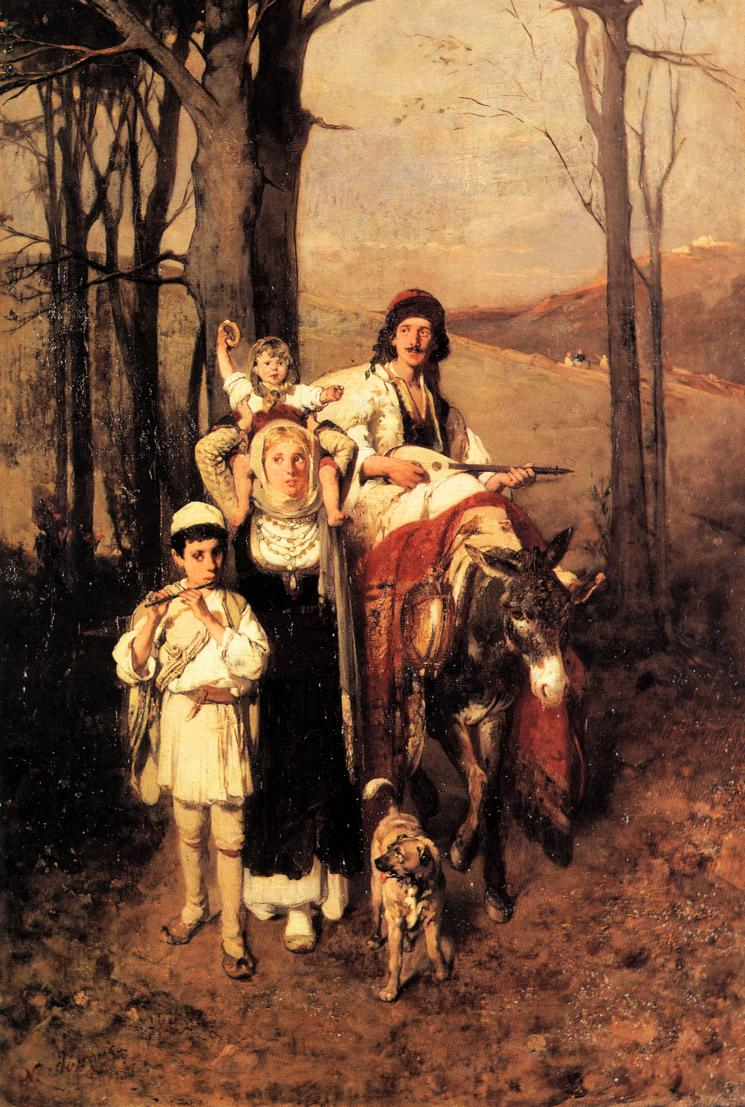
市場からの帰り

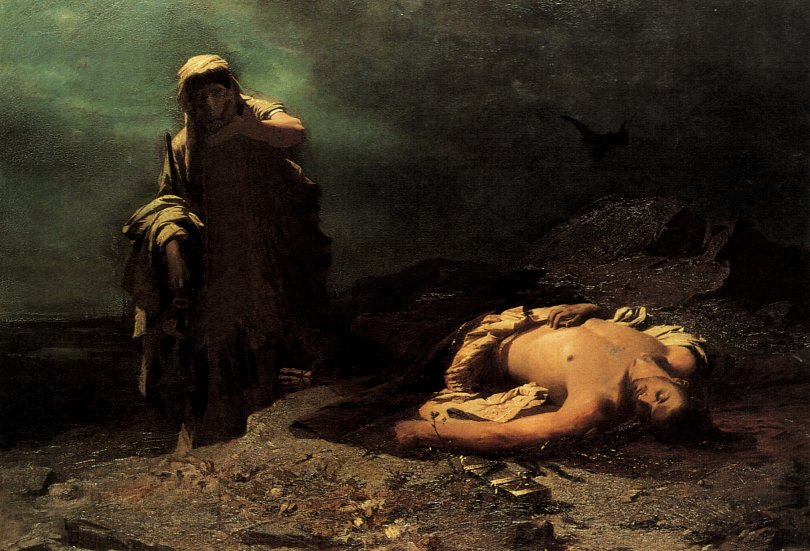
ポリュネイケースの死体の前のアンティゴネー
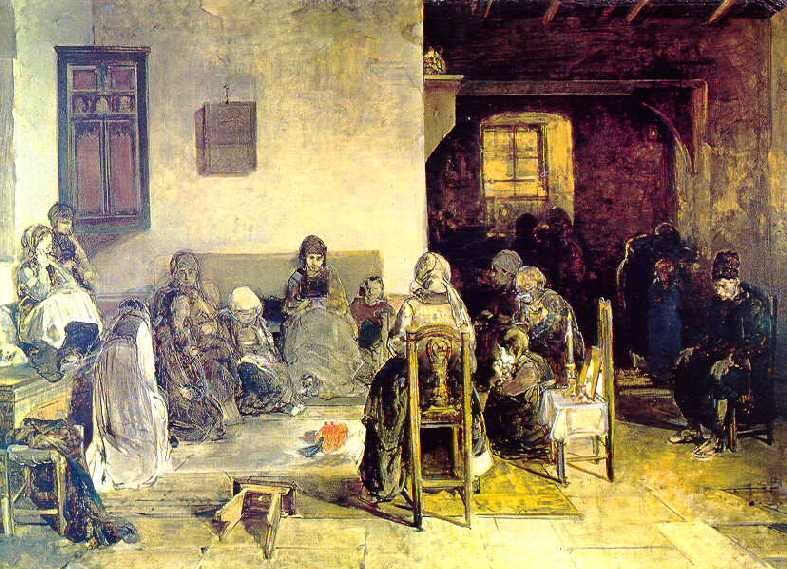
プサラ島の葬儀
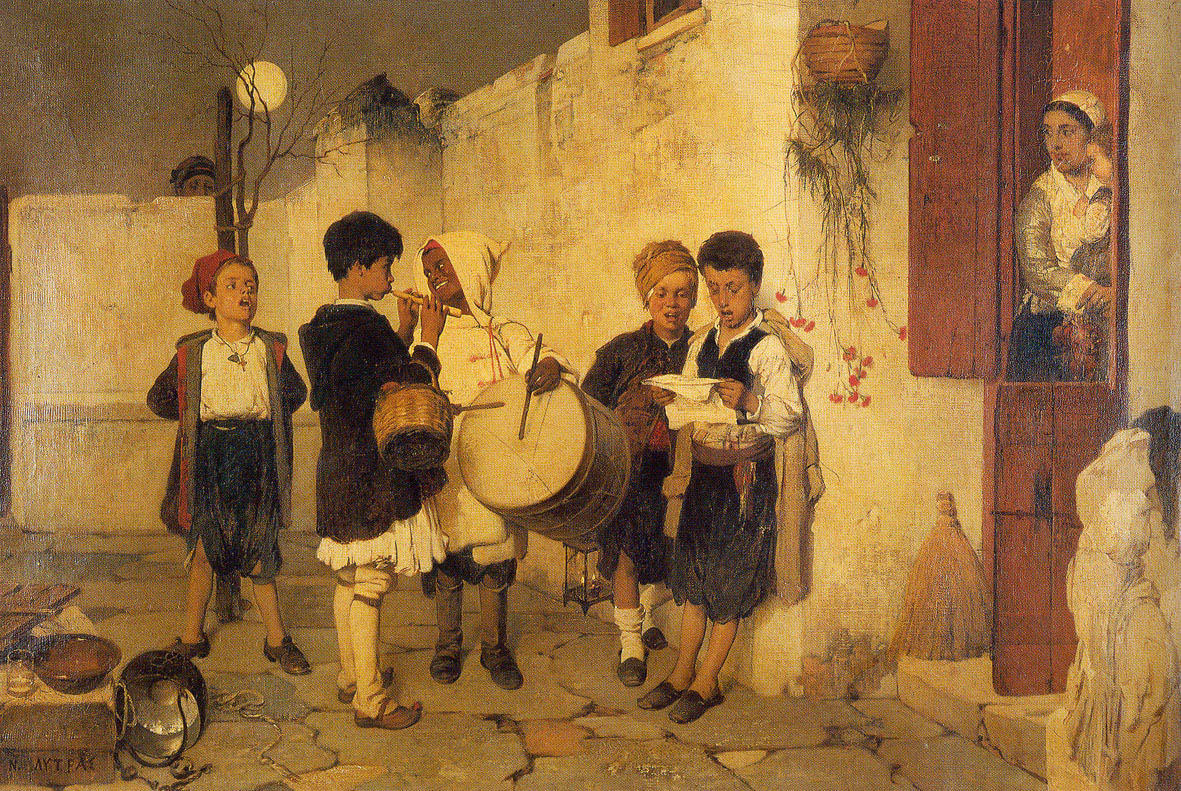
聖歌隊